# Get Even (série de televisão)
Get Even (bra: Ninguém Mandou; prt: Get Even) é uma série de televisão britânica de suspense adolescente que estreou no BBC iPlayer em 14 de fevereiro de 2020. A produção foi adaptada por Holly Phillips da franquia de livros Don't Get Mad, de Gretchen McNeil, e acompanha um grupo de quatro garotas que se unem para expor os agressores de sua escola. Em agosto de 2020, a série foi adquirida pela Netflix e distribuída internacionalmente. Em fevereiro de 2022, a BBC lançou um spin-off chamado Rebel Cheer Squad.

## Premissa
Kitty Wei, Bree Deringer, Margot Rivers e Olivia Hayes formam o grupo DGM/GDM (Don't Get Mad/Gente Deu Mole) para expor os valentões da escola. Mas quando um dos alvos é assassinado por um agressor desconhecido e é encontrado com um bilhete dizendo "DGM" na mão, as garotas percebem que alguém está tentando incriminá-las pelo crime. A partir daí, uma série de eventos estranhos reforça a suspeita de que estão sendo perseguidas.

## Elenco e personagens

### Principais
- Kim Adis como Kitty Wei, uma garota que se sente pressionada a ser excelente devido às altas expectativas de seus pais.
- Mia McKenna-Bruce como Bree Deringer, uma garota que tem um pai rico e frequentemente se mete em encrenca na escola.
- Bethany Antonia como Margot Rivers, uma americana que gosta de jogar videogame no seu tempo livre e não tem muitos amigos na escola.
- Jessica Alexander como Olivia Hayes, uma garota popular que é vista como a típica garota rica, mas na verdade vem de uma família pobre.
- Joe Flynn como Ronny Kent, um garoto arrogante que rouba e posta fotos privadas de Mika on-line. Ele é assassinado quando é empurrado pela janela do seu quarto.
- Emily Carey como Mika Cavanaugh, uma garota protegida cujas fotos privadas são roubadas e postadas on-line sem sua permissão.
- Kit Clarke como Logan, o ator principal do clube de teatro, que se interessa por Margot.
- Jake Dunn como Christopher Beeman, o diretor de teatro e melhor amigo de Logan.
- Joe Ashman como Rex Cavanaugh, amigo de infância de Bree, namorado de Amber e irmão de Mika.
- Ayumi Spyrides como Camilla, capitã do time de futebol feminino. Ela estava em um relacionamento ilegal e abusivo com o Treinador Creed, o qual foi exposto pelo GDM.
- Priya Blackburn como Meera, uma amiga de Olivia que secretamente a odeia.
- Joelle Bromidge como Jemima, uma amiga de Olivia.
- Razan Nassar como Amber, a garota mais popular da escola e melhor amiga de Olivia, namorada de Rex e membro do clube de teatro.
- Isaac Rouse como John, melhor amigo de Bree e seu confidente mais próximo.

### Recorrentes
- Jack Derges como Treinador Richard Creed, um professor de educação física que está em um relacionamento ilegal e abusivo com Camilla. Ele é considerado um cara extremamente desagradável, que não se importa com quem machuca.
- Elaine Tan como Treinadora Evans, professora de educação física que treina o time de futebol feminino. Ela é bastante arbitrária nas suas punições.
- Shannon Murray como Sra. Baggott, a vice-diretora da escola e mãe de John.
- Chris J Gordon como Donte, namorado de Olivia.
- Charlie Anson como Sr. Harrington, diretor do colégio Bannerman.
- Dylan Brady como Ed, um estudante da escola e amigo de Margot.
- Danny Griffin como Shane, um garoto interessado em Bree.
- Gerard Fletcher como Detetive Bartlett, um dos detetives que investigam a morte de Ronny.
- Natasha Atherton como Detetive Misra, uma das detetives que investigam a morte de Ronny.

## Episódios
| N.º na série | N.º na temp. | Título                                    | Dirigido por | Escrito por           | Exibição original       |
| --- | ------------ | ----------------------------------------- | ------------ | --------------------- | ----------------------- |
| 1 | 1            | "Get On It" "Surpresa" (BR)               | Sarah Walker | Holly Phillips        | 14 de fevereiro de 2020 |
| Kitty tenta conquistar o cargo de capitã do time de futebol, e quando não consegue, mente para os seus pais devido à pressão das expectativas deles. Em uma festa na casa de alguém, Ronny pega o celular de Mika e posta fotos dela de lingerie. Kitty fica indignada com isso e, então, convoca uma reunião entre ela, Olivia, Margot e Bree. As quatro, conhecidas como DGM (GDM), tramam um plano para expor Ronny. |              |                                           |              |                       |                         |
| 2 | 2            | "Get In Deep" "Todas por uma" (BR)        | Sarah Walker | Holly Phillips        | 14 de fevereiro de 2020 |
| Como parte do plano para expor Ronny, Olivia o distrai em um encontro falso, o qual ele posta nas redes sociais. Margot ajuda Bree a se infiltrar na casa dele e baixar os arquivos do laptop dele em um pen drive. O namorado de Olivia, Donte, vê a foto dela com Ronny na internet e termina o relacionamento com ela. Mais tarde, Kitty encontra o corpo de Ronny morto no jardim da frente da sua casa, com um bilhete dizendo "GDM" na mão dele. |              |                                           |              |                       |                         |
| 3 | 3            | "Get It Together" "Complicações" (BR)     | Max Myers    | Sameera Steward       | 14 de fevereiro de 2020 |
| As meninas do GDM percebe que estão sendo incriminadas pelo assassinato de Ronny e começam a montar uma lista de suspeitos. Olivia é interrogada pela polícia, que a questiona sobre a foto on-line tirada antes da morte de Ronny. Bree descobre que o professor de educação física, o Treinador Creed, estava pagando parcelas mensais a Ronny, que terminaram pouco antes de sua morte. Embora tenha sido suspenso anteriormente, ele volta à escola pouco depois. |              |                                           |              |                       |                         |
| 4 | 4            | "Get Over It" "Vire a página" (BR)        | Max Myers    | Kate O'Connell-Lauder | 14 de fevereiro de 2020 |
| Bree cumpre detenção com Rex, onde a questiona sobre a morte de Ronny. Logan convida Margot para um encontro; ela inicialmente recusa, mas depois aceita o convite. O GDM pega o celular de Camilla para verificar se há algo incriminador e encontra mensagens sexuais perturbadoras do Treinador Creed. |              |                                           |              |                       |                         |
| 5 | 5            | "Get What You Want" "Nova armadilha" (BR) | Max Myers    | Dan Berlinka          | 14 de fevereiro de 2020 |
| O GDM envia capturas de tela das mensagens do Treinador Creed com Camilla para os pais e alunos, o que leva à prisão dele. Bree é confrontada por dois detetives que encontram um origami com suas impressões digitais na casa de Ronny. |              |                                           |              |                       |                         |
| 6 | 6            | "Get A Clue" "Se liga" (BR)               | Andrew Gunn  | Sameera Steward       | 14 de fevereiro de 2020 |
| Bree é interrogada pela polícia, que conectou as ausências dela na escola com as travessuras do GDM. Margot invade o roteador Wi-Fi de Ronny, e os registros revelam que Rex estava na casa de Ronny na noite em que ele foi assassinado. Em uma festa, Mika sobe ao palco e fala sobre como Ronny a usou e manipulou. No caminho para a escola, Mika é confrontada por uma figura desconhecida. |              |                                           |              |                       |                         |
| 7 | 7            | "Get Out of Hand" "Fora de controle" (BR) | Andrew Gunn  | Dan Berlinka          | 14 de fevereiro de 2020 |
| Olivia vai até a casa de Rex e fica bisbilhotando até que Amber chega. Enquanto estão conversando, Rex recebe uma ligação e sai. Ele então liga para Amber e lhe conta que Mika foi encontrada morta em um reservatório. A cópia do laptop de Ronny que Olivia baixou revela que ele fez catfish com Christopher e fez com que ele enviasse fotos nuas, que depois usou para chantageá-lo. |              |                                           |              |                       |                         |
| 8 | 8            | "Get Through It" "Tempos difíceis" (BR)   | Andrew Gunn  | Sameera Steward       | 14 de fevereiro de 2020 |
| Sentindo-se culpada pelo que aconteceu com Mika, Kitty decide deixar o GDM. A polícia recebe uma denúncia de que há algo comprometedor no armário de Christopher. Quando eles o vasculham, encontram um bilhete do GDM idêntico ao que foi descoberto com o corpo de Ronny. Ele é então preso pelo assassinato de Ronny. |              |                                           |              |                       |                         |
| 9 | 9            | "Get It Out" "Descobertas" (BR)           | Andrew Gumm  | Holly Phillips        | 14 de fevereiro de 2020 |
| Margot descobre que foi Olivia quem roubou seu diário e zombou dele com as amigas, então ela decide faltar à escola para passar o dia com Logan. Enquanto está no carro dele, ela encontra um bilhete do GDM. Ela pergunta por que ele tem isso, e Logan mente, dizendo que ele é o GDM. Amber se desculpa com Olivia por tentar mudá-la, e as duas compartilham sentimentos românticos e um beijo. Bree ajuda a detetive Misra a carregar arquivos para seu carro e pega o arquivo de Donte. O arquivo revela que o álibi de Donte para a morte de Ronny é que ele estava dirigindo sozinho, o que é inverificável. Kitty beija Donte, e ele a leva até o reservatório. |              |                                           |              |                       |                         |
| 10 | 10           | "Get Justice" "Justiça já!" (BR)          | Andrew Gunn  | Holly Phillips        | 14 de fevereiro de 2020 |
| Quando Olivia tenta se assumir, sua mãe interpreta mal o que ela quer dizer. John diz a Bree que a ama, mas ela o rejeita. Logan continua insistindo que é o GDM, então Margot o força a admitir que foi ele quem matou Ronny e Mika. As meninas do GDM trabalham juntas para capturar a confissão dele em gravação, e elas o expõem diante da escola, tocando a gravação durante a peça escolar. Em uma reunião do GDM, Kitty confessa que a escola não vai renovar sua bolsa de estudos, e as meninas juram salvar a bolsa de Kitty como sua próxima missão. |              |                                           |              |                       |                         |

## Produção
A história se passa em uma escola particular de ensino médio e, para as filmagens, foram utilizadas as instalações da Bolton School, além de diferentes cenários externos das localidades britânicas de Bolton e Le Mans Crescent.

## Lançamento
Os dez episódios, com duração de aproximadamente 25 a 28 minutos, foram lançados em 14 de fevereiro de 2020 pela BBC iPlayer, e estão disponíveis na Netflix desde 31 de julho de 2020.

## Recepção
Nas primeiras duas semanas de exibição na plataforma BBC iPlayer, a série alcançou 1 milhão de visualizações.

### Tipos semelhantes de série
- Pretty Little Liars
- Control Z
- Élite